# 里程镇
里程镇，是中华人民共和国四川省绵阳市三台县曾经下辖的一个镇。2019年12月，撤销里程镇，将其所属行政区域划归老马镇管辖。

## 行政区划
里程镇撤销前下辖以下地区：
社区、玉龙村、泉水湾村、狮嘴村、里程村、回龙村、川祖村和石牛村。